# Legendre-Polynom
Die Legendre-Polynome (nach Adrien-Marie Legendre), auch zonale Kugelfunktionen genannt, sind spezielle Polynome, die auf dem Intervall {\displaystyle [-1,1]} ein orthogonales Funktionensystem bilden. Sie sind die partikulären Lösungen der legendreschen Differentialgleichung. Eine wichtige Rolle spielen die Legendre-Polynome in der theoretischen Physik, insbesondere in der Elektrodynamik und in der Quantenmechanik, sowie im Bereich der Filtertechnik bei den Legendre-Filtern.

## Differentialgleichung und Polynome

### Legendresche Differentialgleichung
Die legendresche Differentialgleichung
{\displaystyle \left(1-x^{2}\right)\,y''(x)-2x\,y'(x)+n(n+1)\,y(x)=0}
kann als gewöhnliche lineare Differentialgleichung zweiter Ordnung auch in der Form
{\displaystyle {\frac {\mathrm {d} }{\mathrm {d} x}}\left[\left(1-x^{2}\right)\,y'(x)\right]+n(n+1)\,y(x)=0}
für {\displaystyle x\in [-1,1]} und {\displaystyle n\in \mathbb {N} _{0}} dargestellt werden.
Sie ist ein Spezialfall der Sturm-Liouville-Differentialgleichung
{\displaystyle -{\frac {\mathrm {d} }{\mathrm {d} x}}\left((1-x^{2}){\frac {\mathrm {d} y}{\mathrm {d} x}}\right)=n(n+1)y.}
Die allgemeine Lösung dieser Differentialgleichung lautet
{\displaystyle y(x)=A\,P_{n}(x)+B\,Q_{n}(x)}
mit den beiden linear unabhängigen Funktionen {\displaystyle P_{n}(x)} und {\displaystyle Q_{n}(x)}. Man bezeichnet die Legendre-Polynome {\displaystyle P_{n}(x)} daher auch als Legendre-Funktionen 1. Art und {\displaystyle Q_{n}(x)} als Legendre-Funktionen 2. Art, denn diese sind keine Polynome mehr.
Darüber hinaus existiert noch eine verallgemeinerte Legendresche Differentialgleichung, deren Lösungen zugeordnete Legendrepolynome heißen.

### Erste Polynome

Die ersten sechs Legendre-Polynome

Die ersten Legendre-Polynome lauten:
{\displaystyle P_{0}(x)=1\,}
{\displaystyle P_{1}(x)=x\,}
{\displaystyle P_{2}(x)={\frac {1}{2}}(3x^{2}-1)}
{\displaystyle P_{3}(x)={\frac {1}{2}}(5x^{3}-3x)}
{\displaystyle P_{4}(x)={\frac {1}{8}}(35x^{4}-30x^{2}+3)}
{\displaystyle P_{5}(x)={\frac {1}{8}}(63x^{5}-70x^{3}+15x)}
{\displaystyle P_{6}(x)={\frac {1}{16}}(231x^{6}-315x^{4}+105x^{2}-5)}
Das {\displaystyle n}-te Legendre-Polynom lautet
{\displaystyle P_{n}(x)=\sum _{k=0}^{\lfloor n/2\rfloor }(-1)^{k}{\frac {(2n-2k)!\ }{(n-k)!\ (n-2k)!\ k!\ 2^{n}}}x^{n-2k}}
mit der Gauß-Klammer
{\displaystyle \left\lfloor {\frac {n}{2}}\right\rfloor ={\begin{cases}{\frac {n}{2}}&n\ {\text{gerade}}\\{\frac {n-1}{2}}&n\ {\text{ungerade}}\end{cases}}}
Das {\displaystyle n}-te Legendre-Polynom hat den Grad {\displaystyle n} und ist aus {\displaystyle \mathbb {Q} [x]}, d. h., es hat rationale Koeffizienten. Für die Legendre-Polynome gibt es mehrere Darstellungsformen.

### Konstruktion orthogonaler Polynome
Für ein Intervall {\displaystyle I=[a,b]} und eine darauf gegebene Gewichtsfunktion {\displaystyle w(x)} ist eine Folge {\displaystyle (P_{n})} von reellen Polynomen {\displaystyle P_{n}\in \mathbb {R} [X]} orthogonal, wenn sie die Orthogonalitätsbedingung
{\displaystyle \int \limits _{a}^{b}w(x)\,P_{n}(x)\,P_{m}(x)\,\mathrm {d} x=0}
für alle {\displaystyle m,n\in \mathbb {N} _{0}} mit {\displaystyle m\neq n} erfüllt.
Für das Intervall {\displaystyle I=[-1,1]} zusammen mit der einfachsten aller Gewichtsfunktionen {\displaystyle w(x)=1} können solche orthogonalen Polynome mit Hilfe des Gram-Schmidtschen Orthogonalisierungsverfahrens ausgehend von den Monomen {\displaystyle (x^{n})_{n\in \mathbb {N} }} iterativ erzeugt werden. Die Legendre-Polynome ergeben sich, wenn dabei zusätzlich {\displaystyle P_{n}(1)=1} gefordert wird.

## Eigenschaften

### Rodrigues-Formel
{\displaystyle P_{n}(x)={\frac {1}{2^{n}\,n!}}\cdot {\frac {\mathrm {d} ^{n}}{\mathrm {d} x^{n}}}{\bigg (}(x^{2}-1)^{n}{\bigg )}}
Die Rodrigues-Formel kann man mit der Formel von Faà di Bruno auswerten und erhält wieder die explizite Form des {\displaystyle n}-ten Legendre-Polynoms.

### Integraldarstellung
Für alle {\displaystyle x\in \mathbb {C} \setminus \{+1,-1\}} gilt
{\displaystyle P_{n}(x)={\frac {1}{\pi }}\int _{0}^{\pi }\left(x+{\sqrt {x^{2}-1}}\cos \varphi \right)^{n}\,\mathrm {d} \varphi }

### Rekursionsformeln
Für die Legendre-Polynome gelten folgende Rekursionsformeln:
{\displaystyle {\begin{aligned}(n+1)P_{n+1}(x)&=(2n+1)xP_{n}(x)-nP_{n-1}(x)\,\,\,\,\,\quad \quad (n=1,2,\ldots ;P_{0}=1;P_{1}=x)\\(x^{2}-1){\frac {\mathrm {d} }{\mathrm {d} x}}P_{n}(x)&=nxP_{n}(x)-nP_{n-1}(x)\end{aligned}}}
Die erste rekursive Formel lässt sich mittels der Substitution {\displaystyle n'=n+1} in folgender, häufig zu findender Weise darstellen:
{\displaystyle nP_{n}(x)=(2n-1)xP_{n-1}(x)-(n-1)P_{n-2}(x)\,\,\,\,\,\qquad (n=2,3,\ldots ;P_{0}=1;P_{1}=x)}
Ist {\displaystyle P_{n}(x)=\sum _{i=0}^{n}a_{n,i}x^{i}=a_{n,n}x^{n}+\cdots +a_{n,1}x+a_{n,0}} die Darstellung des Legendre-Polynoms, dann gilt für die Koeffizienten:
{\displaystyle na_{n,i}=(2n-1)a_{n-1,i-1}(x)-(n-1)a_{n-2,i}}
Für alle geraden {\displaystyle n} ist {\displaystyle a_{n,i}=0} für alle ungeraden Indexe {\displaystyle i} und für alle ungeraden {\displaystyle n} ist {\displaystyle a_{n,i}=0} für alle geraden Indexe {\displaystyle i}.
Durch Anwendung der Ableitungsregel für Ausdrücke der Art {\displaystyle y=x^{n}} mit {\displaystyle y'=nx^{n-1}=nx^{-1}y}, bzw.
{\displaystyle y^{(m)}=(n-m+1)x^{-1}y^{(m-1)}} ergibt sich folgende rekursive Darstellung der Legendre-Polynome, welche auch die Ableitungen dieser Polynome berücksichtigt:
{\displaystyle (n-m)P_{n}^{(m)}(x)=(2n-1)xP_{n-1}^{(m)}(x)-(n-1+m)P_{n-2}^{(m)}(x)\,\,\,\,\,\qquad (n>1;\,\,m=0\ldots n-1)}
Die Anfangsbedingungen lauten {\displaystyle P_{m}^{(m)}(x)={\frac {(2m)!}{2^{m}m!}}} und {\displaystyle P_{k}^{(m)}(x)={0}\,\,\,\,\,\qquad (k<m)} .
Bei {\displaystyle m=0} ergibt sich wiederum die weiter oben angegebene Formel mit ihren Anfangsbedingungen.

### Vollständiges Orthogonalsystem
Man betrachte den Hilbertraum {\displaystyle V:=L^{2}([-1,1];\mathbb {R} )} der quadratintegrierbaren auf {\displaystyle [-1,1]} definierten reellwertigen Funktionen ausgestattet mit dem Skalarprodukt
{\displaystyle \langle f,g\rangle =\int _{-1}^{1}f(x)g(x)\mathrm {d} x}.
Die Familie {\displaystyle (P_{n})_{n}} der Legendre-Polynome bildet auf {\displaystyle (V,\langle \cdot ,\cdot \rangle )} ein vollständiges Orthogonalsystem, sie sind also ein Spezialfall von orthogonalen Polynomen. Normiert man diese, so bilden sie ein vollständiges Orthonormalsystem auf {\displaystyle V}.
Es gilt
{\displaystyle \int \limits _{-1}^{1}P_{n}(x)P_{m}(x)\,\mathrm {d} x={\frac {2}{2n+1}}\delta _{nm}},
wobei {\displaystyle \delta _{nm}} das Kronecker-Delta bezeichnet.
Dabei bedeutet die Vollständigkeit, dass sich jede Funktion {\displaystyle f\in V} in der von {\displaystyle \langle \cdot ,\cdot \rangle } erzeugten Normtopologie nach Legendre-Polynomen „entwickeln“ lässt:
{\displaystyle f(x)=\sum _{n=0}^{\infty }c_{n}\,P_{n}(x)}
mit den Entwicklungskoeffizienten
{\displaystyle c_{n}={\frac {2\,n+1}{2}}\,\int \limits _{-1}^{1}f(x)\,P_{n}(x)\,\mathrm {d} x.}
In der physikalischen oder technischen Literatur wird die Vollständigkeit gern wie folgt als Distributionsgleichung geschrieben:
{\displaystyle \sum _{n=0}^{\infty }{\frac {2\,n+1}{2}}\,P_{n}(x')\,P_{n}(x)=\delta (x'-x)},
wobei {\displaystyle \delta } die diracsche Delta-Distribution ist.
Eine solche Distributionsgleichung ist immer so zu lesen, dass beide Seiten dieser Gleichung auf Testfunktionen anzuwenden sind.
Wendet man die rechte Seite auf eine solche Testfunktion {\displaystyle x\mapsto f(x)} an, so erhält man {\displaystyle f(x')}.
Zur Anwendung der linken Seite muss man definitionsgemäß mit {\displaystyle f(x)} multiplizieren und anschließend über {\displaystyle x} integrieren. Dann erhält man aber genau obige Entwicklungsformel (mit {\displaystyle x'} an Stelle von {\displaystyle x}).
Orthogonalität und Vollständigkeit lassen sich daher kurz und prägnant wie folgt schreiben:
- Orthogonalität: {\displaystyle \langle P_{n},P_{m}\rangle =0} für {\displaystyle m\neq n}.
- Vollständigkeit: {\displaystyle f(x)=\sum _{n=0}^{\infty }{\frac {2n+1}{2}}\langle f,P_{n}\rangle \,P_{n}(x)} für alle {\displaystyle f\in L^{2}([-1,1];\mathbb {R} )} (im Sinne der {\displaystyle L^{2}}-Konvergenz).

### Nullstellen
{\displaystyle P_{n}(x)} hat auf dem Intervall {\displaystyle I=[-1,1]} genau {\displaystyle n} einfache Nullstellen. Sie liegen symmetrisch zum Nullpunkt der Abszisse, da Legendre-Polynome entweder gerade oder ungerade sind. Zwischen zwei benachbarten Nullstellen von {\displaystyle P_{n}(x)} liegt genau eine Nullstelle von {\displaystyle P_{n-1}(x)}. In welchem Verhältnis eine Nullstelle von {\displaystyle P_{n-1}(x)} das Intervall zwischen zwei Nullstellen von {\displaystyle P_{n}(x)} teilt, oder auch umgekehrt bis auf die äußeren von {\displaystyle P_{n}(x)}, ist dabei sehr variabel.
Die Bestimmung der Nullstellen der Legendre-Polynome ist in der numerischen Mathematik eine häufige Aufgabe, da sie eine zentrale Rolle bei der Gauß-Legendre-Quadratur oder der unter „Vollständiges Orthogonalsystem“ erwähnten Entwicklung „beliebiger“ Funktionen nach Polynomen spielen. Es gibt zwar zahlreiche Tabellenwerke dafür, aber oft ist ihr Gebrauch mit Unannehmlichkeiten verbunden, weil man für eine flexible Reaktion eine Vielzahl an Tabellen in geeigneten Genauigkeiten vorhalten müsste. Bei der Nullstellensuche ist die Kenntnis des Intervalls nur von beschränktem Wert bei der Wahl eines Iterationsanfangs, zumal auch noch die Kenntnis der Nullstellen eines anderen Polynoms erforderlich ist. Eine mit zunehmendem {\displaystyle n} genauer werdende Näherung der {\displaystyle k}-ten Nullstelle {\displaystyle x_{k}} von {\displaystyle P_{n}(x)} ist gegeben durch:
{\displaystyle x_{k}\approx \cos \left(\pi \,{\frac {4k-1}{4n+2}}\right),\quad k=1,\ldots ,n.}
Für beispielsweise {\displaystyle P_{10}(x)} werden so alle Nullstellen auf wenigstens zwei Dezimalstellen genau abgeschätzt, mit Fehlern zwischen {\displaystyle 0{,}00102} und {\displaystyle 0{,}00016}, während das kleinste Nullstellenintervall von {\displaystyle P_{9}(x)} nur {\displaystyle 0{,}13} ist.
Bei {\displaystyle P_{20}(x)} sind bereits drei Dezimalstellen sicher, mit Fehlern zwischen {\displaystyle 0{,}00028} und {\displaystyle 0{,}00002}, während die beste Einschachtelung durch {\displaystyle P_{19}(x)} nur {\displaystyle 0{,}032} ist.
Der maximale Schätzfehler für {\displaystyle P_{200}(x)} ist nur {\displaystyle 0{,}0000031} bei den beiden fünften Nullstellen von außen, deren exakter Betrag mit {\displaystyle 0{,}99722851428\ldots } beginnt.
Mit einem solchen Startwert und den beiden ersten „Rekursionsformeln“ lassen sich mit einem Rechengang sowohl der Funktionswert als auch dessen Ableitung bestimmen. Mithilfe des Newton-Verfahrens lassen sich alle Nullstellen bis auf die beiden äußeren mit mehr als quadratischer Konvergenz finden, da sich die Nullstellen in unmittelbarer Nähe der Wendestellen befinden. Die beiden äußeren Nullstellen konvergieren „nur“ quadratisch, d. h. ein anfänglicher Abstand zur Nullstelle von {\displaystyle 0{,}00102} verkleinert sich nach einer Iteration zunächst auf ungefähr {\displaystyle 0{,}00102^{2}}, dann auf {\displaystyle 0{,}00102^{4},0{,}00102^{8}} und {\displaystyle 0{,}00102^{16}}.
Die angegebene Abschätzung ist Teil eines sehr kurzen Algorithmus, die sowohl alle Nullstellen eines Legendre-Polynoms als auch die passenden Gewichte für die Gauß-Legendre-Quadratur liefert.

### Allgemeine Eigenschaften
Für jedes {\displaystyle n\in \mathbb {N} } und jedes {\displaystyle x\in [-1,1]} gilt:
{\displaystyle {\begin{aligned}&P_{n}(1)=1\\&P_{n}(-x)=(-1)^{n}\,P_{n}(x)\\&P_{2n}(0)=(-1)^{n}{\frac {1\cdot 3\cdot \ldots \cdot (2n-1)}{2\cdot 4\cdot \ldots \cdot 2n}}\\&P_{2n+1}(0)=0\\&P'_{n}(0)=nP_{n-1}(0)\end{aligned}}}

### Erzeugende Funktion
Für alle {\displaystyle x\in \mathbb {R} }, {\displaystyle z\in \mathbb {C} }, {\displaystyle |z|<1} gilt
{\displaystyle (1-2xz+z^{2})^{-1/2}=\sum _{n=0}^{\infty }P_{n}(x)z^{n}\ .}
Dabei hat die Potenzreihe auf der rechten Seite für {\displaystyle -1\leq x\leq +1} den
Konvergenzradius 1.
Die Funktion {\displaystyle z\mapsto (1-2xz+z^{2})^{-1/2}} wird daher als erzeugende Funktion der Legendre-Polynome {\displaystyle P_{n}} bezeichnet.
Der in der Physik oft auftretende Term {\displaystyle 1/|{\vec {x}}-{\vec {x}}\,'|} (z. B. in den Potentialen der newtonschen Gravitation oder der Elektrostatik; Multipolentwicklung) lässt sich damit in eine Potenzreihe entwickeln für {\displaystyle {\tfrac {|{\vec {x}}\,'|}{|{\vec {x}}|}}={\tfrac {r\,'}{r}}<1}:
{\displaystyle {\begin{aligned}{\frac {1}{|{\vec {x}}-{\vec {x}}\,'|}}&={\frac {1}{\sqrt {{\vec {x}}\,^{2}-2{\vec {x}}\cdot {\vec {x}}\,'+{\vec {x}}\,'^{2}}}}={\frac {1}{\sqrt {r^{2}-2rr\,'\cos \alpha +r\,'^{2}}}}={\frac {1}{r{\sqrt {1-2{\frac {r'}{r}}\cos \alpha +({\frac {r'}{r}})^{2}}}}}\\&={\frac {1}{r}}\sum _{n=0}^{\infty }\left({\frac {r\,'}{r}}\right)^{n}P_{n}(\cos \alpha )\end{aligned}}}

## Legendre-Funktionen 2. Art

Die ersten fünf Legendre-Funktionen 2. Art

Die Rekursionsformeln der Legendre-Polynome gelten auch für die Legendre-Funktionen 2. Art, so dass diese sich iterativ mit der Angabe der ersten bestimmen lassen:
{\displaystyle Q_{0}(x)={\frac {1}{2}}\,\ln \left({\frac {1+x}{1-x}}\right)=\operatorname {artanh} (x)}
{\displaystyle Q_{1}(x)={\frac {x}{2}}\,\ln \left({\frac {1+x}{1-x}}\right)-1=x\operatorname {artanh} (x)-1}
{\displaystyle Q_{2}(x)={\frac {3\,x^{2}-1}{4}}\,\ln \left({\frac {1+x}{1-x}}\right)-{\frac {3\,x}{2}}={\frac {3}{2}}\left(\left(x^{2}-{\frac {1}{3}}\right)\operatorname {artanh} (x)-x\right)}
{\displaystyle Q_{3}(x)={\frac {5\,x^{3}-3\,x}{4}}\,\ln \left({\frac {1+x}{1-x}}\right)-{\frac {5\,x^{2}}{2}}+{\frac {2}{3}}}
Hierbei ist für den Logarithmus der Hauptzweig zu verwenden, wodurch sich Singularitäten bei {\displaystyle x=\pm 1} und in der komplexen Ebene Verzweigungsschnitte entlang {\displaystyle (-\infty ,-1)} und {\displaystyle (1,\infty )} ergeben.

## Anwendungsgebiete
Unter anderem wird das Legendre-Polynom für Simulationen von Kugelsphären verwendet, so zum Beispiel zur Ermittlung des Taylor-Winkels im Taylor-Kegel, welcher beim Elektrospinnen der Geometrie zu Grunde liegt.